# Венгерско-украинские отношения
Венгерско-украинские отношения — двусторонние дипломатические отношения между Венгрией и Украиной. Протяжённость государственной границы между странами составляет 128 км.

## История
В 1990 году в Украинскую ССР с официальным визитом прибыл президент Венгрии Арпад Гёнц, где провел переговоры с руководством этой республики СССР. В декабре 1991 года Венгрия признала независимость Украины от СССР и установила дипломатические отношения с этой страной. В 1993 году в Киеве было открыто посольство Венгрии, после подписания Договора о добрососедстве и сотрудничестве. 
Отношения между Украиной и Венгрией остаются напряжёнными с сентября 2017 года, когда на Украине был принят закон «Об образовании», жёстко ограничивающий использование в стране языков национальных меньшинств. Венгрия пригрозила заблокировать процесс вступления Украины в Европейский союз из-за того, что, по мнению венгерской стороны, Украина ущемляет языковые права меньшинств. Правительство Венгрии аргументирует своё беспокойство тем, что на Украине проживает около 150 000 этнических венгров, что составляет примерно 12 % от численности населения Закарпатской области. МИД Венгрии также блокирует заседания комиссии Украина—НАТО. Ещё больше отношения обострились во время украинских местных выборов в октябре 2020 года, когда Петер Сийярто призвал венгров Закарпатья поддержать политическую силу «Партия венгров Украины». 
В марте 2018 года в Киеве объявили о планах разместить около 1000 военнослужащих ВСУ на границе с Венгрией из-за конфликта в отношении прав венгероязычных жителей запада Украины.
С мая 2021 года напряжённость между странами снижалась. По итогам переговоров в Братиславе с Дмитрием Кулебой глава МИД Венгрии заявил, что в отношениях стран «был достигнут прогресс, который даёт повод для осторожного оптимизма». Например, после длительного перерыва было решено созвать заседание совместного комитета национальных меньшинств двух стран. 22 июля Петер Сийярто посетил Украину и побывал на Донбассе. На переговорах дипломаты сделали важный шаг в решении проблем в сфере образования — подписали соглашение о взаимном признании документов об образовании и ученых степенях. 23 августа президент Венгрии Янош Адер принял участие в саммите «Крымской платформы», где указал, что разделяет боль украинцев по поводу аннексии Крыма.
В сентябре 2021 года между «Газпромом» и венгерской энергетической компанией MVM был подписан 15-летний контракт на поставки российского газа в Венгрию в обход Украины, через газопровод «Балканский поток» (продолжение «Турецкого потока») и трубопроводы Юго-Восточной Европы. Глава МИД Украины Дмитрий Кулеба назвал это соглашение «ударом по украинско-венгерским отношениям». По оценке директора Украинского института политики Руслана Бортника, речь может идти о потере Украиной доходов за транзит в размере $200 млн в год. Во-вторых, договоры о «реверсных поставках» были, по данным украинских СМИ, заключены в основном с венгерскими компаниями. Прекращение транзита в Венгрию означает, что теперь недостающие объёмы газа придётся реально закупать, причём, скорее всего, по гораздо более высокой цене.
30 марта 2022 года министр иностранных дел Венгрии Петер Сийярто обвинил руководство Украины в попытке вмешаться в предстоящие 3 апреля венгерские выборы, пояснив, что существует «постоянная координация между венгерскими левыми и представителями украинского правительства» и что Украина пытается повлиять на выборы в пользу коалиции оппозиционных партий.

## Торговля
В 2017 году объём товарооборота между странами увеличился на 31,2 % (на 629,0 млн. долларов США) по сравнению с предыдущим годом и составил сумму 2 млрд. 684 млн. долларов США. В январе-феврале 2018 года товарооборот составил сумму 483,6 млн. долларов США (увеличился на 46,4 % по сравнению с 2017 годом). В 2017 году Венгрия инвестировала в экономику Украины сумму в размере 796,0 млн долларов США, что составляет 2,0 % от общего объема прямых иностранных инвестиций, а Украина инвестировала в экономику Венгрии 17,5 млн. долларов США.